# Theridion lacticolor
Theridion lacticolor är en spindelart som beskrevs av Lucien Berland 1920. Theridion lacticolor ingår i släktet Theridion och familjen klotspindlar. Inga underarter finns listade i Catalogue of Life.